# Майкл де ла Поль, 2-й граф Саффолк
Майкл де ла Поль (ок. 1367 — 18 сентября 1415) — английский аристократ и военачальник, 2-й граф Саффолк (1398—1399, 1399—1415). Участник Столетней войны с Францией.

## Биография
Старший сын Майкла де ла Поля, 1-го графа Саффолка, и Кэтрин де Уингфилд, дочери сэра Джона де Уингфилда.
В 1387 году его отец Майкл де ла Поль бежал из Англии во Францию, лишившись всех своих титулов и должностей. Через два он скончался в изгнании.
В течение следующего десятилетия его старший сын Майкл де ла Поль энергично пытался вернуть свои родовые титулы и поместья, и получил большинство владений из них по частям в 1389—1392 годах. Однако из-за тесной связи с лордами-апеллянтами графом Уориком и герцогом Глостером он не пользовался доверием английского короля Ричарда II.
В январе 1398 года Майкл де ла Поль получил от короля Ричарда II титул второго графа Саффолка. В 1399 году граф Саффолк поддержал восстание Генриха Болинброка, графа Дерби, против английского короля Ричарда II.
Вначале в июле 1399 года граф Саффолк поддерживал Эдмунд Лэнгли, герцога Йоркского, назначенного в отсутствие короля Ричарда II протектором Англии, но после его капитуляции перешёл на сторону Генриха Болинброка. После вступления на трон Генриха IV Ланкастера английский парламент поддержал указ о конфискации имущества, изданный Безжалостным парламентом в 1388 году. Но новый монарх Генрих IV немедленно восстановил все титулы и владения Майкла де ла Поля, графа Саффолка, в знак признания за его поддержку во время восстания против Ричарда II.
Майкл де ла Поль, граф Саффолк, играл довольно небольшую роль в политике, хотя он регулярно участвовал в парламенте. Он принимал участие в военной кампании в Шотландии (1400), военно-морских операциях в 1405 году и был английским дипломатом на соборе Пизе в 1409 году.
Граф Саффолк был также лейтенантом герцога Кларенса во время его военной экспедиции в Нормандию в 1412 году. Тем не менее, он провёл большую часть времени, чтобы восстановить влияние его семьи в Восточной Англии. Он был судьей в Норфолке и Саффолке с 1399 года и пользовался поддержкой немалой части местного дворянства.
В 1415 году Майкл де ла Поль, граф Саффолк, участвовал в военной кампании английского короля Генриха V Монмута во Франции. Он с собой привёл 40 вооружённых людей и 120 лучников.
18 сентября 1415 года Майкл де ла Поль, граф Саффолк, скончался во время осады английской армией Арфлёра в Нормандии. Ему наследовал старший сын Майкл де ла Поль, сопровождавший своего отца во время кампании. Был похоронен в Уингфилде (Саффолк).

## Семья и дети
В 1383 году женился на Кэтрин Стаффорд (ок. 1376—1419), дочери Хью Стаффорда, 2-го графа Стаффорда, от брака с которой имел восемь детей:
- Майкл де ла Поль (1394—1415), 3-й граф Саффолк (1415)
- Уильям де ла Поль (1396—1450), 4-й граф Саффолк (1415—1450), 1-й герцог Саффолк (1448—1450)
- Александр де ла Поль (? — 1429), убит в битве при Жарго
- Джон де ла Поль (? — 1429), скончался в плену во Франции
- Томас де ла Поль (? — 1433), священник, скончался во французском плену
- Кэтрин де ла Поль, аббатиса
- Изабель де ла Поль (? — 1466), жена Томаса Морли (1395—1435), 5-го барона Морли
- Элизабет де ла Поль, 1-й муж — сэр Эдуард Барнелл, 2-й муж — сэр Томас Кердестон